# I Will Follow
I Will Follow — пісня рок-гурту U2. Це перший трек з дебютного альбому гурту Boy, і він був випущений як другий сингл з альбому, в жовтні 1980 року. Боно написав слова до «I Will Follow» в пам'ять про свою матір, яка померла, коли йому було 14 років.

## Пісня
«I Will Follow» була написана за три тижні до початку запису альбому. Вокаліст гурту Боно сказав, що він написав пісню, з точки зору його матері, і що мова йде про безумовну любов матері до своєї дитини. Його мати померла після похорон свого батька, коли Боно було чотирнадцять років, яка, як говорить співак, занурила його в емоційні потрясіння на найближчі кілька років. В пісні є слова «his mother takes him by his hand» укр. Мати бере його за руку і «If you walk away, I will follow» укр. Якщо ти підеш, Я піду за тобою. Продюсер альбому Стів Ліллівайт в цій пісні грає на дзвіночках.

## Список композицій
| 7" ірландський, британський, австралійський, і новозеландський реліз | 7" ірландський, британський, австралійський, і новозеландський реліз | 7" ірландський, британський, австралійський, і новозеландський реліз |
| #                                                                    | Назва                                                                | Тривалість                                                           |
| -------------------------------------------------------------------- | -------------------------------------------------------------------- | -------------------------------------------------------------------- |
| 1.                                                                   | «I Will Follow»                                                      | 3:37                                                                 |
| 2.                                                                   | «Boy-Girl» (Live-версія з Marquee, Лондон, 22 вересня 1980)          | 3:24                                                                 |

| 7" канадський і американський реліз | 7" канадський і американський реліз                      | 7" канадський і американський реліз |
| #                                   | Назва                                                    | Тривалість                          |
| ----------------------------------- | -------------------------------------------------------- | ----------------------------------- |
| 1.                                  | «I Will Follow»                                          | 3:37                                |
| 2.                                  | «Out of Control» (Live-версія з Бостону, 6 березня 1981) | 4:25                                |

| Нідерландський реліз | Нідерландський реліз                                    | Нідерландський реліз |
| #                    | Назва                                                   | Тривалість           |
| -------------------- | ------------------------------------------------------- | -------------------- |
| 1.                   | «I Will Follow» (Live-версія з Хеттему, 14 травня 1982) | 3:51                 |
| 2.                   | «Gloria»                                                | 4:12                 |

| Реліз 1983 року | Реліз 1983 року                                                    | Реліз 1983 року |
| #               | Назва                                                              | Тривалість      |
| --------------- | ------------------------------------------------------------------ | --------------- |
| 1.              | «I Will Follow» (Live-версія з Західної Німеччини, 20 серпня 1983) | 3:40            |
| 2.              | «Two Hearts Beat as One» (Import mix)                              | 3:42            |

| 2011 Glastonbury реліз | 2011 Glastonbury реліз                                      | 2011 Glastonbury реліз |
| #                      | Назва                                                       | Тривалість             |
| ---------------------- | ----------------------------------------------------------- | ---------------------- |
| 1.                     | «I Will Follow» (Live-версія з Glastonbury, 24 червня 2011) | 4:01                   |

## Позиції в чартах

### Реліз 1981 року
| Чарт (1981)             | Позиція |
| ----------------------- | ------- |
| US Billboard Top Tracks | 20      |

### Реліз 1982 року
| Чарт (1982)        | Позиція |
| ------------------ | ------- |
| Netherlands Top 40 | 12      |

### Реліз 1983 року
| Чарт (1984)          | Позиція |
| -------------------- | ------- |
| US Billboard Hot 100 | 81      |